# Энтомологическое сито
Энтомологическое сито — разновидность энтомологического оборудования, специальная конструкция, для сбора насекомых при помощи просеивания различных субстратов.
Состоит из двух металлических обручей, вшитых в тканевой цилиндр. Первый обруч вшит в верхний край цилиндра, второй обруч, непосредственно с ситом — вшит примерно посредине цилиндра, а нижний свободный конец цилиндра завязывается тесьмой. Диаметр обручей и длина тканевого цилиндра произвольны, и в среднем расстояние между обручами приблизительно равно обручу цилиндра.

## Способ использования
Через верхнее отверстие в него накладывается опавшая листва, гнилая древесина и труха, мох, труха из муравейников, различный растительный мусор и т. п. После чего сито потряхивают и отсеивают наложенный в него субстрат. Мелкий сор вместе с насекомыми проходит через ячейки сетки и скапливаются в нижней, завязанной части цилиндра. При этом на поверхности сетки остаются крупные частицы субстрата и более крупные насекомые. Оставшееся на поверхности сита, перебирается руками, и из него выбирают насекомых. Развязав нижнюю часть цилиндра, просеянный субстрат, высыпают на белую ткань и, с помощью лупы, выбирают насекомых (пинцетом либо маленькой кисточкой, смоченной в спирте).